# Carlo Ubbiali
Carlo Ubbiali (* 22. September 1929 in Bergamo; † 2. Juni 2020 ebenda) war ein italienischer Motorradrennfahrer und neunfacher Weltmeister in der Motorrad-Weltmeisterschaft. In den 1950er Jahren war er vor allem in den kleineren Klassen sehr dominant.

## Karriere
Carlo Ubbiali begann seine Karriere zur Saison 1949 in der neu geschaffenen Motorrad-Weltmeisterschaft. Am Saisonende belegte er mit seiner F.B Mondial den vierten Gesamtrang in der 125-cm³-Klasse. In diesem Jahr gewann er außerdem auch die Goldmedaille bei der Internationalen Sechstagefahrt.
In der Saison 1951 gewann Ubbiali auf Mondial in der 125-cm³-Klasse seine erste Weltmeisterschaft. Nachdem er im Jahr darauf seine WM-Krone an den Briten Cecil Sandford verloren hatte, wechselte er zu MV Agusta.
In den folgenden Jahren wurde der Italiener zur Legende im Motorradsport, er gewann bis zum Jahr 1960 insgesamt fünf 125-cm³-Weltmeisterschaften und vier Titel in der 250-cm³-Klasse. In den Jahren 1956, 1959 und 1960 gewann er sogar jeweils die WM-Titel in der 125-cm³-Klasse und der 250-cm³-Klasse in einer Saison.
Carlo Ubbiali machte in seiner gesamten Karriere kaum Fehler und hatte in zwölf Jahren in der Weltmeisterschaft keinen einzigen schweren Sturz.

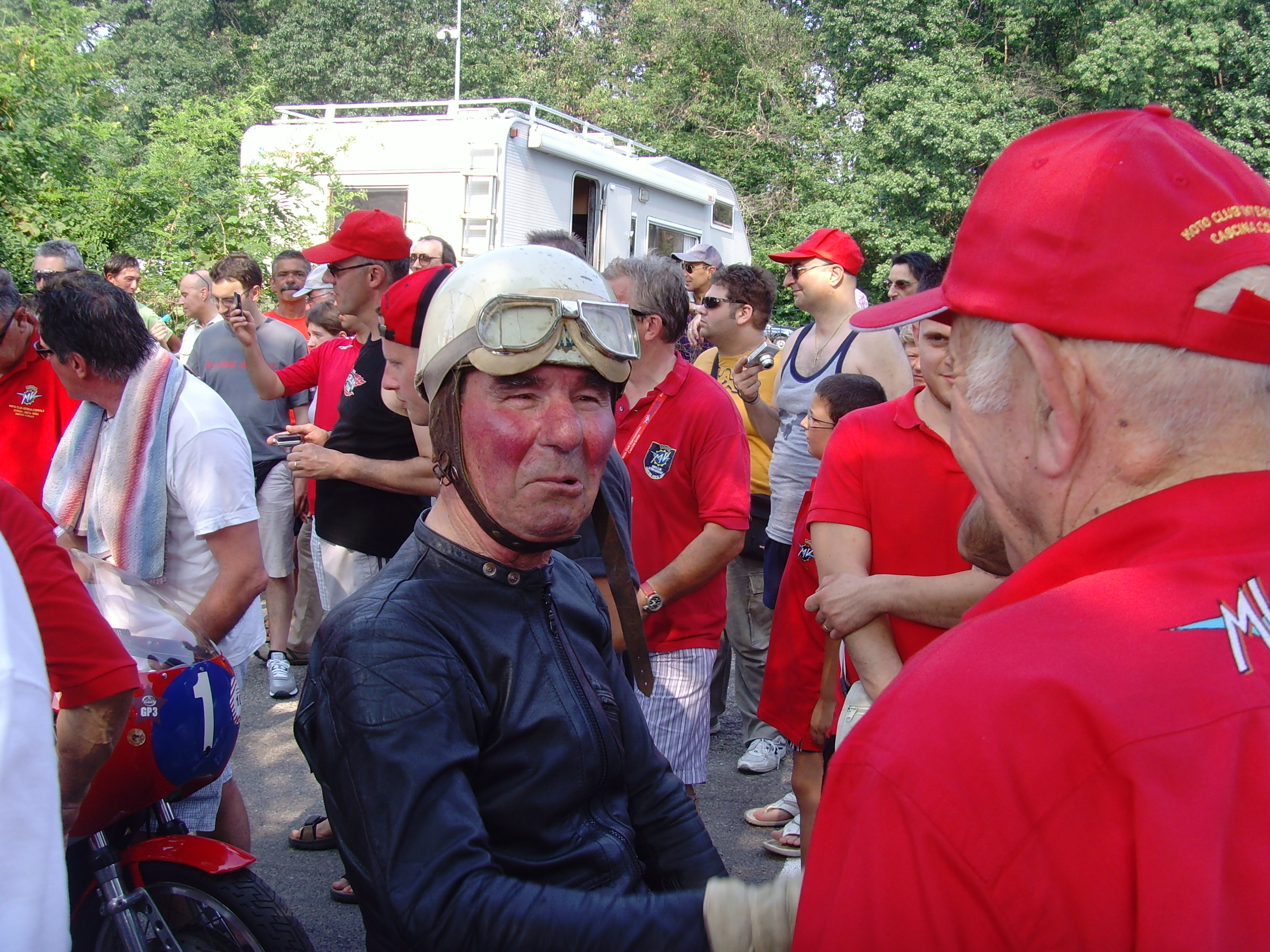
Carlo Ubbiali (2010)

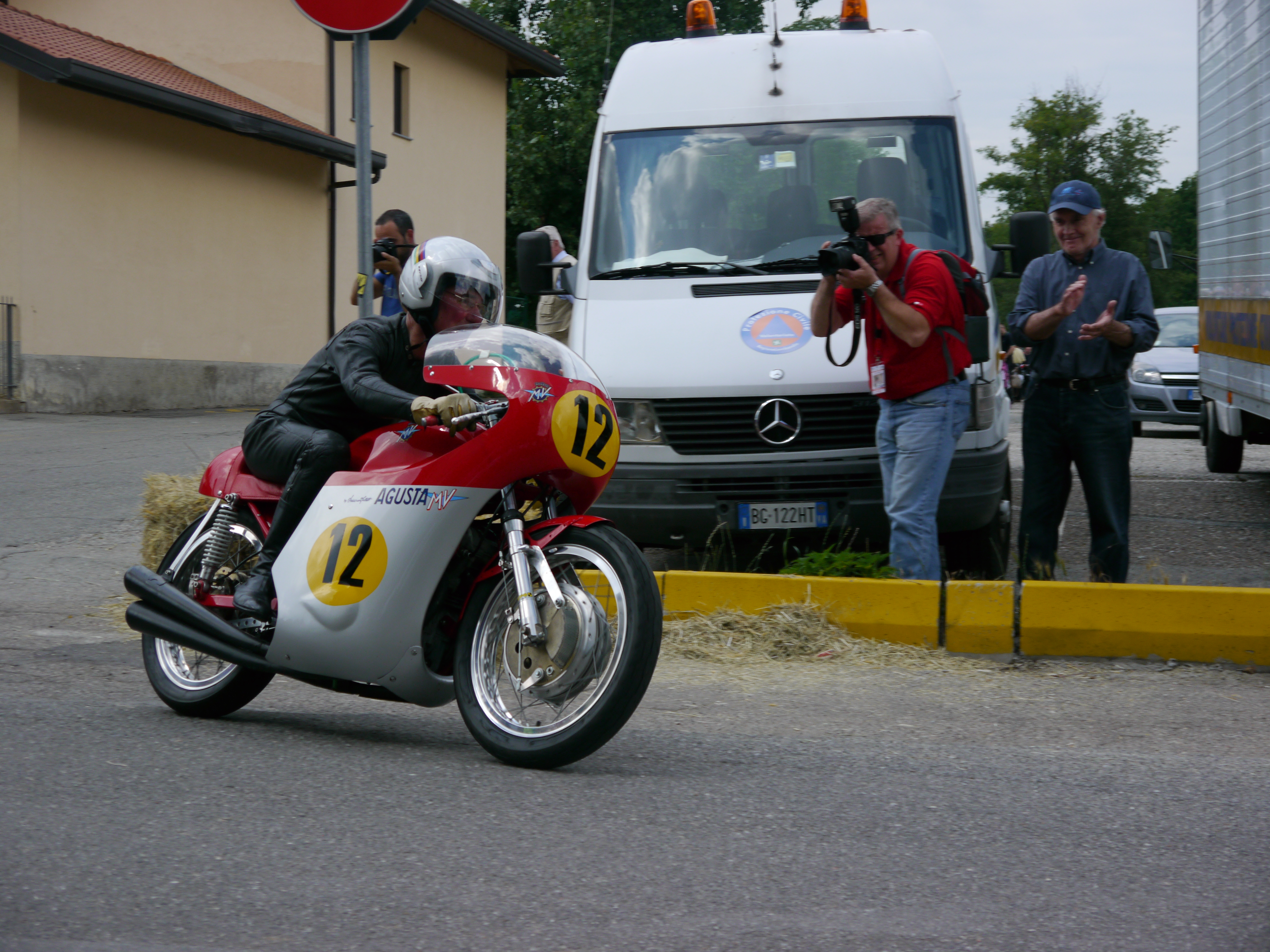
Carlo Ubbiali auf MV Agusta (2011)

Im Alter von 30 Jahren beendete er seine aktive Karriere und galt, bevor Giacomo Agostini auftauchte, als Italiens bester Motorradrennfahrer. Mit seinen neun gewonnenen Weltmeisterschaften liegt er zusammen mit Mike Hailwood und Valentino Rossi auf dem dritten Platz der Rangliste, nur von Giacomo Agostini und Ángel Nieto übertroffen.
Ubbiali starb am 2. Juni 2020 im Alter von 90 Jahren in Bergamo. Er war vor seinem Tod der letzte lebende Fahrer aus der Gründungssaison der Motorrad-Weltmeisterschaft im Jahr 1949.

## Statistik

### Erfolge
Weltmeistertitel
- 1951 – 125-cm³-Weltmeister auf F.B Mondial
- 1955 – 125-cm³-Weltmeister auf MV Agusta
- 1956 – 125-cm³-Weltmeister auf MV Agusta
- 1956 – 250-cm³-Weltmeister auf MV Agusta
- 1958 – 125-cm³-Weltmeister auf MV Agusta
- 1959 – 125-cm³-Weltmeister auf MV Agusta
- 1959 – 250-cm³-Weltmeister auf MV Agusta
- 1960 – 125-cm³-Weltmeister auf MV Agusta
- 1960 – 250-cm³-Weltmeister auf MV Agusta

Italienische Meistertitel
- 1950 – Italienischer 125-cm³-Meister auf F.B Mondial
- 1951 – Italienischer 125-cm³-Meister auf F.B Mondial
- 1952 – Italienischer 125-cm³-Meister auf F.B Mondial
- 1956 – Italienischer 125-cm³-Meister auf MV Agusta
- 1956 – Italienischer 250-cm³-Meister auf MV Agusta
- 1959 – Italienischer 125-cm³-Meister auf MV Agusta
- 1960 – Italienischer 125-cm³-Meister auf MV Agusta
- 1960 – Italienischer 250-cm³-Meister auf MV Agusta

Weiteres
- 39 Grand-Prix-Siege

### Ehrungen
- Aufnahme in die MotoGP Hall of Fame

### Isle-of-Man-TT-Siege
| Jahr | Klasse                      | Maschine  | Durchschnittsgeschwindigkeit |
| ---- | --------------------------- | --------- | ---------------------------- |
| 1955 | Lightweight 125 (125 cm³)   | MV Agusta | 69,67 mph (112,12 km/h)      |
| 1956 | Lightweight 125 (125 cm³)   | MV Agusta | 69,12 mph (111,24 km/h)      |
| 1956 | Lightweight 250 (250 cm³)   | MV Agusta | 67,05 mph (107,91 km/h)      |
| 1958 | Ultra Lightweight (125 cm³) | MV Agusta | 72,86 mph (117,26 km/h)      |
| 1960 | Ultra Lightweight (125 cm³) | MV Agusta | 85,61 mph (137,78 km/h)      |

### In der Motorrad-Weltmeisterschaft
| Saison | Klasse  | Ergebnis    | Maschine    | Siege |
| ------ | ------- | ----------- | ----------- | ----- |
| 1949   | 125 cm³ | 4.          | MV Agusta   | –     |
| 1950   | 125 cm³ | 2.          | F.B Mondial | 1     |
| 1951   | 125 cm³ | Weltmeister | F.B Mondial | 1     |
| 1952   | 125 cm³ | 2.          | F.B Mondial | –     |
| 1953   | 125 cm³ | 3.          | MV Agusta   | 1     |
| 1954   | 125 cm³ | 2.          | MV Agusta   | –     |
| 1955   | 125 cm³ | Weltmeister | MV Agusta   | 5     |
| 1955   | 250 cm³ | 7.          | MV Agusta   | 1     |
| 1956   | 125 cm³ | Weltmeister | MV Agusta   | 5     |
| 1956   | 250 cm³ | Weltmeister | MV Agusta   | 5     |
| 1957   | 125 cm³ | 3.          | MV Agusta   | 2     |
| 1957   | 250 cm³ | 5.          | MV Agusta   | 1     |
| 1958   | 125 cm³ | Weltmeister | MV Agusta   | 4     |
| 1958   | 250 cm³ | 3.          | MV Agusta   | –     |
| 1959   | 125 cm³ | Weltmeister | MV Agusta   | 3     |
| 1959   | 250 cm³ | Weltmeister | MV Agusta   | 2     |
| 1960   | 125 cm³ | Weltmeister | MV Agusta   | 4     |
| 1960   | 250 cm³ | Weltmeister | MV Agusta   | 4     |